# بهینه‌سازی مبتنی بر جغرافیای زیستی
بهینه‌سازی مبتنی بر جغرافیای زیستی با (BBO) یک الگوریتم تکاملی (EA) است که بهینه‌سازی یک تابع را صورت تکرار و تصادفی باتوجه به روش‌های پیشنهادی بهبود و با توجه به داده‌های اندازه‌گیری کیفیت یا عملکرد. BBO متعلق به روش‌های ابتکاری که پس از آن را شامل بسیاری از تغییرات و پس از آن هر مفروضات در مورد مشکل است را شامل می‌شود؛ بنابراین می‌توان به استفاده گسترده‌ای از این بهینه‌ساز در حل مشکلات استفاده کرد.
BBO معمولاً برای بهینه‌سازی توابع حقیقی چند بعدی است، اما آن را نشانی از گرادیان تابع، که بدان معنی است که از تابع نیاز به مشتق به عنوان روش‌های بهینه‌سازی کلاسیک مانند گرادیان نزولی و روش شبه نیوتن مورد نیاز استفاده کنید؛ بنابراین BBO می‌توانید در توابع ناپیوسته استفاده می‌شود.
BBO بهینه‌سازی یک مشکل با حفظ جمعیت‌های کاندید موجود است، و ایجاد راه حلهای جدید را با ترکیب‌های موجود با توجه به فرمول ساده است. در این روش تابع هدف به عنوان یک جعبه سیاه است که صرفاً یک معیار سنجش کیفیت داده یک راه حل فراهم می‌کند، و شیب توابع مورد نیاز است.
مانند بسیاری از EAها، BBO توسط یک فرایند طبیعی تشکیل شده‌است. به‌طور خاص، BBO توسط جغرافیای زیست‌محیطی بود، که مطالعه توزیع گونه‌های زیستی از طریق زمان و فضا بررسی می‌کند. BBO دان سیمون در سال ۲۰۰۸ معرفی شد. BBO.